# Edinburg
Edinburg (angleško Edinburgh , škotskogelsko Dùn Èideann) je glavno mesto Škotske in eno od njenih 32 občinskih območij. Mesto leži na jugovzhodu Škotske in ga na severu omejuje estuarij Firth of Forth, na jugu pa Pentland Hills. Edinburg je imel sredi leta 2020 506.520 prebivalcev, zaradi česar je bilo drugo najbolj naseljeno mesto na Škotskem in sedmo najbolj naseljeno mesto v Združenem kraljestvu.
Edinburg, ki je vsaj od 15. stoletja priznan kot glavno mesto Škotske, je sedež škotske vlade, škotskega parlamenta, najvišjih sodišč na Škotskem in palače Holyroodhouse, uradne rezidence britanskega monarha na Škotskem. Je tudi letno prizorišče generalne skupščine Škotske cerkve. Mesto je že dolgo središče izobraževanja, zlasti na področju medicine, škotskega prava, literature, filozofije, znanosti in tehnike. Univerza v Edinburgu, ustanovljena leta 1582 in danes ena od treh v mestu, velja za eno najboljših raziskovalnih ustanov na svetu. Je drugo največje finančno središče v Združenem kraljestvu, četrto največje v Evropi in trinajsto največje mednarodno.
Mesto je kulturno središče in je dom institucij, vključno z Narodnim muzejem Škotske, Škotsko nacionalno knjižnico in Škotsko narodno galerijo. Mesto je znano tudi po Edinburškem mednarodnem festivalu in Fringeu, pri čemer je slednji največji letni mednarodni umetniški festival na svetu. Zgodovinska mesta v Edinburghu vključujejo Edinburški grad, palačo Holyroodhouse, cerkve sv. Gilesa, Greyfriars in Canongate ter obsežno jurijansko novo mesto, zgrajeno v 18./19. stoletju. Staro in novo mesto Edinburga sta skupaj uvrščena na Unescov seznam svetovne dediščine, ki ga od leta 1999 upravlja Edinburška svetovna dediščina. Zaradi zgodovinskih in kulturnih znamenitosti mesta je postalo druga najbolj obiskana turistična destinacija v Združenem kraljestvu, saj pritegne 4,9 milijonov obiskov, vključno z 2,4 milijona iz tujine v letu 2018.
Edinburg upravlja svet mesta Edinburgh, enotna oblast. Območje občinskega sveta mesta Edinburg je imelo sredi leta 2021 ocenjeno 526.470 prebivalcev in vključuje obrobna mesta in vasi, ki niso del ožjega Edinburga. Mesto je v regiji Lothian in je bilo zgodovinsko del grofije Midlothian (imenovan tudi Edinburghshire).

## Etimologija
Edin, koren imena mesta, izhaja iz Eidyn, imena za regijo v Cumbricu, britskokeltskem jeziku, ki so ga tam nekoč govorili. Pomen imena ni znan. Okrožje Eidyn je bilo osredotočeno na trdnjavo Din Eidyn, dun ali gradišče Eidyn. Ta trdnjava naj bi bila na Castle Rock, kjer je zdaj Edinburški grad. Obleganje Din Eidyna, ki ga je leta 638 izvedel Oswald, kralj Nortumbrijskih Anglov, je zaznamovalo začetek tristoletnega germanskega vpliva v jugovzhodni Škotski, in postavilo temelje za razvoj škotščine, preden je mesto leta 954 dokončno zavzelo kraljestvo, ki je Angležem znano kot Škotska. Ko se je jezik premaknil iz kumbriške v nortumbrijsko staro angleščino in nato škotščino, je britski din v Din Eidyn zamenjal burgh, kar je povzročilo Edinburgh. V škotski gelščini se din spremeni v dùn, s čimer nastane sodoben Dùn Èideann.

## Zgodovina

### Zgodnja zgodovina
Najzgodnejše znano človeško bivališče na območju Edinburga je bilo v Cramondu, kjer so našli dokaze o mezolitskem taboru iz leta ok. 8500 pred našim štetjem. Sledi kasnejših naselij iz bronaste in železne dobe so našli na Castle Rocku, Arthur's Seat, Craiglockhart Hills in Pentland Hills.
Ko so Rimljani ob koncu 1. stoletja našega štetja prispeli v Lothian, so našli britsko keltsko pleme, katerega ime so zapisali kot Votadini. Votadini so v zgodnjem srednjem veku prešli v kraljestvo Gododdin, Eidyn pa je služil kot eno od okrožij kraljestva. V tem obdobju je mesto Castle Rock, za katerega se domneva, da je bilo trdnjava Din Eidyn, postalo glavno središče kraljestva. Srednjeveška pesnitev Y Gododdin opisuje vojno skupino iz vsega britskega sveta, ki se je zbrala v Eidynu pred usodnim napadom; to lahko opisuje zgodovinski dogodek okoli leta 600 našega štetja.
Leta 638 so trdnjavo Gododdin oblegale sile, zveste kralju Oswaldu iz Northumbrije, in približno v tem času je nadzor nad Lothianom prešel na Angle. Njihov vpliv se je nadaljeval naslednja tri stoletja do okoli leta 950, ko je bila med vladavino Indulfa, sina Konstantina II., »burgh« (trdnjava), imenovana v Pictish Chronicle iz 10. stoletja kot oppidum Eden, prepuščena Škotom. Od takrat naprej je večinoma ostal pod njihovo jurisdikcijo.
Kraljevo mesto je ustanovil kralj David I. Škotski v zgodnjem 12. stoletju na zemljišču, ki je pripadalo kroni, čeprav datum listine ni znan. Prvi dokumentarni dokaz o srednjeveškem mestu je kraljeva listina; ok. 1124–1127 je kralj David I. podelil toft v burgo meo de Edenesburg samostanu Dunfermline. Zdi se, da je bilo v času vladavine Davida I. ustanovljeno tudi okrožje Edinburgh, ki je sprva verjetno pokrivalo ves Lothian, vendar sta do leta 1305 vzhodni in zahodni del Lothian postala Haddingtonshire in Linlithgowshire, tako da je Edinburgh ostal okrožno mesto grofije in pokrival osrednji del Lothian, ki se je imenoval Edinburghshire ali Midlothian (slednje ime je bilo neformalno, vendar pogosto uporabljeno, alternativno, dokler ni bilo ime okraja zakonsko spremenjeno leta 1947).
Edinburg je bil v veliki meri pod angleškim nadzorom od 1291 do 1314 in od 1333 do 1341, med vojnami za neodvisnost Škotske. Ko so Angleži leta 1298 napadli Škotsko, se je Edvard I. Angleški odločil, da ne bo vstopil v Edinburg, ampak je šel s svojo vojsko mimo njega.
Sredi 14. stoletja ga je francoski kronist Jean Froissart opisal kot glavno mesto Škotske (okoli 1365), Jakob III. Škotski (1451–88) pa ga je v 15. stoletju omenil kot »glavno mesto našega kraljestva«.  Leta 1482 je Jakob III. »podelil in za vedno potrdil omenjenemu provostu, bailiesu, uradniku, svetu in skupnosti ter njihovim naslednikom funkcijo šerifa v Burghu za vedno, ki jo bo provost opravljal za čas kot šerif in Bailies za čas kot šerifov namestnik skupaj in posamično; s polno močjo za vodenje sodišč, za kaznovanje kršiteljev ne samo z izgonom, ampak s smrtjo, za imenovanje uradnikov sodišča in za vse ostalo, kar spada k funkciji šerifa; kot tudi da uporabijo za svojo lastno pravilno uporabo globe in zasege, ki izhajajo iz opravljanja omenjene funkcije.« Kljub temu, da so ga Angleži leta 1544 požgali, se je Edinburg še naprej razvijal in rasel in je bil v središču dogodkov v škotski reformaciji v 16. stoletju in vojnah zaveze v 17. stoletju. Leta 1582 je edinburški mestni svet od kralja Jakoba VI. dobil kraljevo listino, ki dovoljuje ustanovitev univerze; ustanova, ustanovljena kot Tounis College (mestna šola), se je razvila v Univerzo v Edinburgu, kar je prispevalo k osrednji intelektualni vlogi Edinburga v naslednjih stoletjih.

### 17. stoletje
Leta 1603 je škotski kralj Jakob VI. nasledil angleški prestol, ki je združil kroni Škotske in Anglije v osebno unijo, znano kot Unija kron, čeprav je Škotska v vseh drugih pogledih ostala ločeno kraljestvo. Leta 1638 je poskus kralja Karla I., da bi uvedel anglikanske cerkvene oblike na Škotskem, naletel na močno prezbiterijansko nasprotovanje, ki je kulminiralo v spopadih med vojnami treh kraljestev. Kasnejša škotska podpora obnovi Charlesa Stuarta na angleški prestol je povzročila okupacijo Edinburgha s strani sil Commonwealtha Anglije Oliverja Cromwella – New Model Army – leta 1650.
V 17. stoletju so bile meje Edinburga še vedno določene z obrambnim mestnim obzidjem. Posledično se je rastoče prebivalstvo mesta prilagodilo s povečanjem višine hiš. Stavbe z 11 ali več nadstropji so bile običajne in so bile opisane kot predhodnice sodobnega nebotičnika. Večino teh starih struktur so nadomestile pretežno viktorijanske stavbe, ki jih vidimo v današnjem starem mestnem jedru. Leta 1611 je parlament z aktom ustanovil vrhovne policiste Edinburga, da skrbijo za red v mestu, ki naj bi bila najstarejša statutarna policijska sila na svetu.

### 18. stoletje
Po pogodbi o uniji leta 1706 sta parlamenta Anglije in Škotske leta 1706 oziroma 1707 sprejela akta o uniji, ki sta obe kraljestvi združili v Kraljevino Veliko Britanijo s 1. majem 1707. Posledično se je parlament Škotske združil s parlamentom Anglije in oblikoval parlament Velike Britanije, ki je zasedal v Westminstru v Londonu. Uniji so nasprotovali številni Škoti, kar je povzročilo nemire v mestu.
Do prve polovice 18. stoletja je bil Edinburgh opisan kot eno najbolj gosto naseljenih, prenaseljenih in nehigijenskih mest v Evropi. Obiskovalce je presenetilo dejstvo, da si družbeni sloji delijo isti urbani prostor, celo živijo v istih stanovanjskih stavbah; čeprav je tu res prevladovala oblika družbene segregacije, pri čemer so trgovci po navadi zasedli cenejše kleti in podstrešja, medtem ko so premožnejši poklicni razredi zasedli dražja srednja nadstropja.
Med jakobitsko vstajo leta 1745 je Edinburg za kratek čas zasedla jakobitska Višavska vojska, preden je vkorakala v Anglijo. Po končnem porazu pri Cullodenu je sledilo obdobje povračilnih ukrepov in pomiritve, ki je bilo v veliki meri usmerjeno proti uporniškim klanom. V Edinburgu je mestni svet, ki si je želel posnemati London z uvedbo izboljšav mesta in širitve severno od gradu, ponovno potrdil svojo vero v Unijo in zvestobo hannovrskemu monarhu Juriju III. z izbiro imen za ulice v Novem mestu: na primer Rose Street in Thistle Street; in za kraljevo družino, George Street, Queen Street, Hanover Street, Frederick Street in Princes Street (v čast Jurijevih dveh sinov). Dosledno geometrijska postavitev tlorisa za razširitev Edinburga je bila rezultat velikega natečaja v urbanističnem načrtovanju, ki ga je organiziral mestni svet leta 1766.
V drugi polovici stoletja je bilo mesto v središču škotskega razsvetljenstva, ko so bili misleci, kot so David Hume, Adam Smith, James Hutton in Joseph Black, znane osebnosti na njegovih ulicah. Edinburg je postal pomembno intelektualno središče, zaradi česar so ga poimenovali severne Atene zaradi številnih neoklasicističnih stavb in slovesa učenja, ki spominja na starodavne Atene. V romanu Tobiasa Smolletta The Expedition of Humphry Clinker iz 18. stoletja en lik Edinburg opisuje kot »žarišče genija«. Edinburg je bil tudi glavno središče škotske knjižne trgovine. Zelo uspešen londonski knjigarnar Andrew Millar je bil tam vajenec Jamesa McEuena.
Od leta 1770 dalje so poklicni in poslovni razredi postopoma zapuščali staro mestno jedro v korist bolj elegantnih »enodružinskih« rezidenc Novega mesta, migracija, ki je spremenila družbeni značaj mesta. Po besedah najpomembnejšega zgodovinarja tega razvoja je bila »enotnost družbenega občutka ena najdragocenejših dediščin starega Edinburga in njeno izginotje je bilo na široko in pravilno objokovano.«

### 19. in 20. stoletje
Kljub trajnemu mitu o nasprotnem je Edinburg postal industrijsko središče s tradicionalno industrijo tiskarstva, pivovarstva in destilacije, ki je v 19. stoletju še naprej rasla, pridružile pa so se ji nove industrije, kot so gumarstvo, inženiring in druge. Do leta 1821 je Edinburg prehitel Glasgow kot največje škotsko mesto. Mestno središče med ulicama Princes Street in George Street je postalo glavno komercialno in nakupovalno okrožje, razvoj pa je delno spodbudil prihod železnice v 1840-ih. Staro mestno jedro je postajalo vse bolj propadajoče, prenaseljeno barakarsko naselje z visoko stopnjo umrljivosti. Izboljšave, izvedene pod vodstvom lorda provosta Williama Chambersa v 1860-ih, so začele preoblikovanje območja v pretežno viktorijansko staro mestno jedro, kot ga vidimo danes. Več izboljšav je sledilo v začetku 20. stoletja kot rezultat dela Patricka Geddesa, vendar je relativna gospodarska stagnacija med obema svetovnima vojnama in pozneje povzročila, da se je staro mestno jedro še poslabšalo, preden se je začelo krčenje barakarskih naselij v 1960-ih in 1970-ih spreminjati Gradnja univerzitetnih stavb, ki je preoblikovala območji George Square in Potterrow, se je izkazala za zelo sporno.
Od 1990-ih je novo »finančno okrožje«, vključno z Edinburškim mednarodnim konferenčnim centrom, zraslo predvsem na porušeni železniški posesti zahodno od gradu in se razteza v Fountainbridge, dotrajano industrijsko predmestje iz 19. stoletja, ki se je od osemdesetih let prejšnjega stoletja korenito spremenilo z propadom industrijskih in pivovarskih prostorov. Ta nenehni razvoj je Edinburghu omogočil, da je ohranil mesto drugega največjega finančnega in upravnega središča Združenega kraljestva za Londonom. Finančne storitve zdaj predstavljajo tretjino vseh komercialnih pisarniških prostorov v mestu. Razvoj Edinburgh Parka, novega poslovnega in tehnološkega parka, ki pokriva 15 ha, 6 km zahodno od mestnega središča, je prav tako prispeval k strategiji okrožnega sveta za veliko gospodarsko obnovo mesta.
Leta 1998 je bil s Škotskim zakonom, ki je začel veljati naslednje leto, ustanovljen decentraliziran škotski parlament in škotska izvršna oblast (od septembra 2007 preimenovana v škotsko vlado). Oba imata sedež v Edinburgu in sta odgovorna za upravljanje Škotske, medtem ko rezervirane zadeve, kot so obramba, zunanje zadeve in nekateri elementi davka na dohodek, ostajajo v pristojnosti parlamenta Združenega kraljestva v Londonu.

### 21. stoletje
Leta 2022 je Edinburg prizadela Škotska stavka za smeti. Leta 2023 je Edinburg postal prvo glavno mesto v Evropi, ki je podpisalo globalno pogodbo o rastlinah, ki je bila predstavljena na COP26 leta 2021 v Glasgowu. Svetnik zelene stranke Steve Burgess je predstavil pogodbo. Zveza škotskega podeželja in druge kmetijske skupine so pogodbo označile za »proti-kmetovanje«.

## Geografija

### Mestna pokrajina
Edinburg leži v osrednjem pasu Škotske na južni obali Firth of Forth. Središče mesta je 4,0 km jugozahodno od obale Leitha in 42 km v notranjosti, zračne črte, od vzhodne obale Škotske in Severnega morja pri Dunbarju. Medtem ko je zgodnje mesto zraslo v bližini znamenitega Castle Rocka, se za sodobno mesto pogosto pravi, da je zgrajeno na sedmih gričih, in sicer Calton Hill, Corstorphine Hill, Craiglockhart Hill, Braid Hill, Blackford Hill, Arthur's Seat in Castle Rock, kar je povzročilo aluzije na sedem gričev v Rimu.
Mesto zaseda ozko vrzel med Firth of Forth na severu in Pentland Hills in njegovim predgorjem na jugu, mesto se razprostira po pokrajini, ki je rezultat zgodnje vulkanske dejavnosti in kasnejših obdobij intenzivne poledenitve. Magmatska dejavnost pred 350 do 400 milijoni let, skupaj s prelomi, je povzročila nastanek močnih bazaltnih vulkanskih čepov, ki prevladujejo na večjem delu območja. Tak primer je Castle Rock, ki je prisilil napredujočo ledeno ploščo, da se je razdelila, zaščitila mehkejšo skalo in oblikovala 1,6 km dolg rep materiala proti vzhodu, kar je ustvarilo značilno formacijo skal. Ledeniška erozija na severni strani pečine je izdolbla globoko dolino, ki jo je kasneje napolnil zdaj izsušen Nor Loch. Te značilnosti, skupaj z drugo votlino na južni strani skale, so oblikovale idealno naravno oporišče, na katerem je bil zgrajen Edinburški grad. Podobno predstavlja Arthur's Seat ostanke vulkana iz obdobja karbona, ki je bil erodiran zaradi ledenika, ki se je med ledeno dobo premikal od zahoda proti vzhodu. Erozijski učinki, kot sta puljenje in abrazija, so razkrili skalnate pečine na zahodu, preden je pustil rep odloženega ledeniškega materiala, ki ga je odneslo proti vzhodu. Ta proces je oblikoval značilne Salisbury Crags, vrsto teschenitnih pečin med Arthur's Seat in lokacijo zgodnjega burgha. Stanovanjski območji Marchmont in Bruntsfield sta zgrajeni vzdolž niza grebenov drumlin (ena izmed oblik talne morene, ki jo je ledenik ob napredovanju odložil) južno od mestnega središča, ki so nastali, ko se je ledenik umaknil.
Druge vidne oblike reliefa, kot sta Calton Hill in Corstorphine Hill, so prav tako produkti ledeniške erozije. Braid Hills in Blackford Hill sta vrsta majhnih vrhov južno od središča mesta, ki nudi širok razgled proti severu preko mestnega območja do Firth of Fortha.
Skozi Edinburg teče reka z imenom Water of Leith, ki izvira pri Colzium Springs v Pentland Hills in teče 29 km skozi južno in zahodno mesto, ter se izliva v Firth of Forth pri Leithu. Najbližje se reka približa središču mesta je Dean Village na severozahodnem robu Novega mesta, kjer je globoka soteska prepletena z mostom Dean Thomasa Telforda, zgrajenim leta 1832 za cesto v Queensferry. Sprehajalna pot Water of Leith je mešana pot, ki sledi toku reke 19,6 km od Balerna do Leitha.
Razen obale Firth of Forth je Edinburg obkrožen z zelenim pasom, določenim leta 1957, ki se razteza od Dalmenyja na zahodu do Prestongrangea na vzhodu. S povprečno širino 3,2 km sta bila glavna cilja zelenega pasu omejiti širjenje mesta navzven in preprečiti strjevanje urbanih območij. Širitev, ki vpliva na zeleni pas, je strogo nadzorovana, vendar se dogajanja, kot sta letališče Edinburg in razstavišče Royal Highland Showground v Inglistonu, znotraj območja. Podobno so predmestja, kot sta Juniper Green in Balerno, v zelenem pasu. Ena od značilnosti edinburškega zelenega pasu je vključitev zemljišč znotraj mesta, ki so označeni kot zeleni pas, čeprav se ne povezujejo z obrobnim obročem. Primeri teh neodvisnih klinov zelenega pasu vključujejo Holyrood Park in Corstorphine Hill.
Staro in novo mesto Edinburgha sta bila leta 1995 uvrščena na Unescov seznam svetovne dediščine kot priznanje edinstvenemu značaju starega mestnega jedra s srednjeveško razporeditvijo ulic in načrtovanim jurijanskim novim mestom, vključno s sosednjima predeloma Dean Village in Calton Hill. V mestu je več kot 4500 zavarovanih stavb, kar je večji delež glede na površino kot katero koli drugo mesto v Združenem kraljestvu.
Edinburški grad stoji na vrhu skalnate pečine (ostanek ugaslega vulkana) in Royal Mile teče po grebenu navzdol od njega in se konča pri palači Holyroodhouse. Manjše ulice  ležijo na obeh straneh glavne hrbtenice in tvorijo vzorec ribje kosti. Zaradi prostorskih omejitev, ki jih nalaga ozkost te reliefne oblike, je staro mestno jedro postalo dom nekaterih najzgodnejših 'visokih' stanovanjskih stavb. Večnadstropna stanovanja, znana kot lands, so bila norma od 16. stoletja dalje, pri čemer so bila tipična deset in enajst nadstropij, eno pa je doseglo celo štirinajst ali petnajst nadstropij. Številni oboki pod nivojem ulice so bili med industrijsko revolucijo naseljeni, da so lahko sprejeli dotok priseljencev, zlasti irskih priseljencev. Ulica ima več odličnih javnih zgradb, kot so stolnica sv. Gilesa, mestna hiša in sodišča. Drugi kraji zgodovinskega pomena v bližini so Greyfriars Kirkyard in Mary King's Close. Grassmarket, ki poteka globoko pod gradom, povezuje strma ulica Victoria Street z dvojnimi terasami. Ulična ureditev je značilna za stare četrti mnogih severnoevropskih mest.
Novo mesto je bilo rešitev iz 18. stoletja za problem vse bolj natrpanega mesta, ki je bilo omejeno na greben, ki se je spuščal z gradu. Leta 1766 je na natečaju za načrtovanje 'Novega mesta' zmagal James Craig, 27-letni arhitekt. Načrt je bil toga, urejena mreža, ki se je dobro ujemala z razsvetljenskimi idejami racionalnosti. Glavna ulica naj bi bila George Street, ki poteka vzdolž naravnega grebena severno od tistega, kar je postalo znano kot 'staro mesto'. Na obeh straneh sta še dve glavni ulici: Princes Street in Queen Street. Princes Street je postala glavna nakupovalna ulica Edinburga in zdaj ima le nekaj jurijevskih stavb v prvotnem stanju. Tri glavne ulice so povezane z vrsto ulic, ki potekajo pravokotno nanje. Vzhodni in zahodni konec ulice George Street se zaključujeta s trgom svetega Andreja in trgom Charlotte. Slednji, ki ga je zasnoval Robert Adam, je vplival na arhitekturni slog Novega mesta v začetku 19. stoletja. Bute House, uradna rezidenca prvega ministra Škotske, je na severni strani trga Charlotte.
Leith je bil zgodovinsko pristanišče Edinburgha, ureditev neznanega datuma, ki je bila potrjena s kraljevo listino, ki jo je Robert Bruce podelil mestu leta 1329. Pristanišče je od Edinburga razvilo ločeno identiteto, ki jo v določeni meri še vedno ohranja. Izguba tradicionalne industrije in trgovine (zadnja ladjedelnica je bila zaprta leta 1983) je povzročila gospodarski upad. S prenovo je Edinburg pridobil posel družb za križarjenje, ki zdaj ponujajo križarjenja na Norveško, Švedsko, Dansko, Nemčijo in Nizozemsko.
Mestno območje Edinburga je skoraj v celoti znotraj meja Sveta mesta Edinburgh in se združuje z Musselburghom v vzhodnem Lothianu. Mesta v bližini mestne meje so Inverkeithing, Haddington, Tranent, Prestonpans, Dalkeith, Bonnyrigg, Loanhead, Penicuik, Broxburn, Livingston in Dunfermline. Edinburg leži v osrčju regije Edinburgh & South East Scotland City in je imela leta 2014 1.339.380 prebivalcev.

## Literatrua
- Campbell, Donald (2003). Edinburgh: A Cultural and Literary History. Signal Books. ISBN 978-1-902669-73-1.
- H Coghill, Edinburgh, The Old Town, John Donald, Edinburgh 1990, ISBN 0-85976-289-0
- Arthur L. Herman|A Herman, How the Scots Invented the Modern World: The True Story of How Western Europe's Poorest Nation Created Our World & Everything in It, Three Rivers Press, New York, 2001, ISBN 0-609-80999-7; also published as The Scottish Enlightenment: The Scots' Invention of the Modern World, HarperCollins, London, 2001, ISBN 1-84115-275-7
- A Massie, Edinburgh, Sinclair-Stevenson, London 1994, ISBN 1-85619-244-X
- S Mullay, The Edinburgh Encyclopedia, Mainstream Publishing, Edinburgh and London 1996, ISBN 1-85158-762-4
- S Mullay, The Illustrated History of Edinburgh's Suburbs, Breedon Books, Derby 2008, ISBN 978-1-85983-665-1